# Nicolaes Gillis

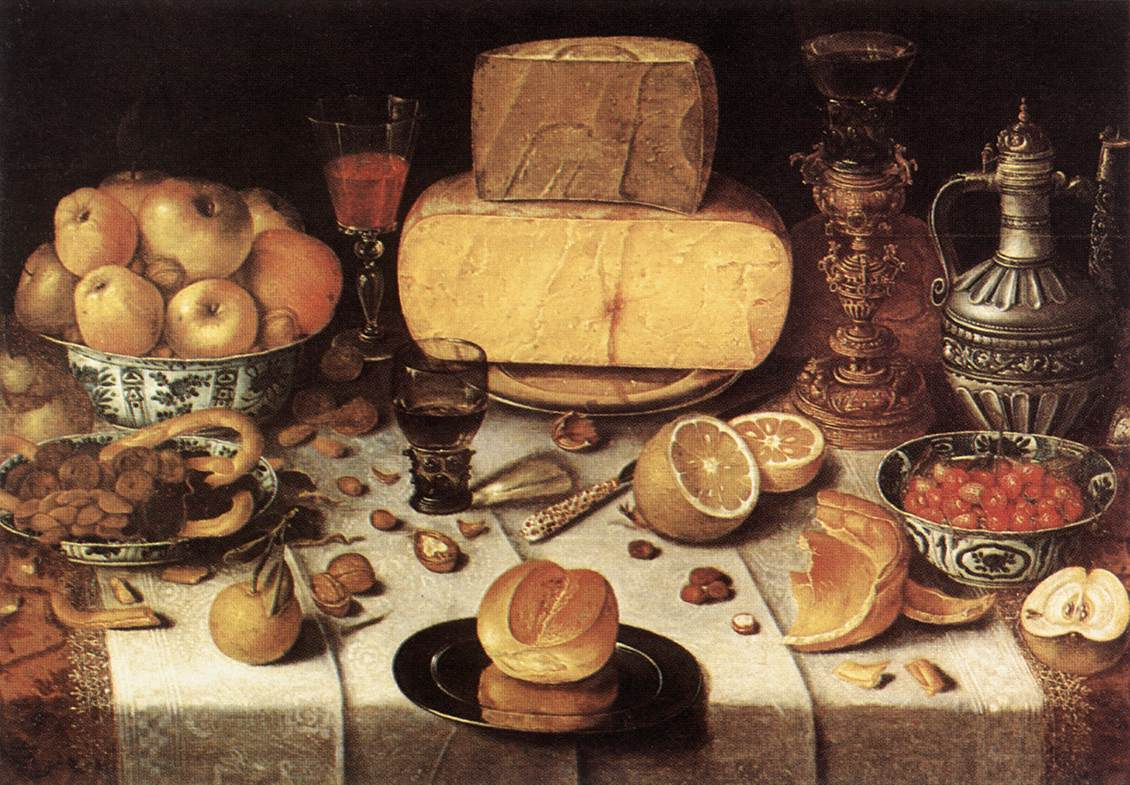
Gedekte tafel met brood, vruchten en kazen

Nicolaes Gillis (Antwerpen - Haarlem, 1632 of later) was een Nederlands kunstschilder uit de periode van de Gouden Eeuw. Hij was gespecialiseerd in stillevens met bloemen en in zogeheten 'ontbijtjes' of 'banketjes'.
Gillis verhuisde met zijn ouders naar Haarlem, waar hij in elk geval actief was in de periode 1612-1632. Hij trouwde er in 1615 met de uit Brugge afkomstige Tanneken Abeels. Hij was een leerling van Jacob Balthasar Peeters en een navolger van zijn collega Floris van Dyck. Hoewel van Gillis en Van Dyck slechts weinig werken bekend zijn, worden zij, met Floris van Schooten, wel gezien als pioniers in het genre van de banketjes en als wegbereiders voor een volgende generatie van stillevenschilders. Opvallend aan de stukken is dat de gedekte tafel vanuit een iets verhoogd gezichtspunt wordt weergegeven. Naast de esthetische weergave van de schoonheid van de voedingswaren is in dit geval ook duidelijk dat er daadwerkelijk aan de tafel is gegeten.